# Alstroemeria decora
Alstroemeria decora är en alströmeriaväxtart som beskrevs av Pierfelice Ravenna. Alstroemeria decora ingår i släktet alströmerior, och familjen alströmeriaväxter. Inga underarter finns listade i Catalogue of Life.